# Kilkis (perifereiakí enótita)
Kilkis är en regiondel (perifereiakí enótita), till 2010 prefekturen Nomós Kilkís, i Mellersta Makedonien i norra Grekland. Huvudort är Kilkis. Över hela regiondelen finns förhistoriska bosättningar och gravar med fynd vars dateringar sträcker sig ända tillbaka till 2000-talet f.Kr.
Regiondelen är delad i två kommuner. Den tidigare perfekten hade 12 kommuner.
- Dimos Paionia
- Dimos Kilkis